# Kasteeldomein Brustem
Het Kasteeldomein Brustem is een kasteel met omliggend park, gelegen aan Brustem-Dorp 26.
Ten noorden van het huidige gebouw lag een ouder kasteel met neerhof. Dit zou hebben toebehoord aan de Abdij van Averbode. Het was Théodore Ernest de Pitteurs-Hiegaerts die in 1879 opdracht gaf tot de bouw van een kasteel in neorenaissancestijl. Ontwerpers waren Paul Saintenoy en Joseph Schadde. Ook het park werd toen aangelegd. In 1884 kwam het kasteel gereed, maar in 1938 brandde het af. In 1941 werd het, in soberder vorm, weer herbouwd. De wintertuin (een serre) ging daarbij verloren.
Het is een vierkantig bakstenen gebouw waaraan vooral de versieringen in witte natuursteen opvallen, in de vorm van speklagen, hoekbanden en dergelijke. Daarnaast liggen enkele dienstgebouwen uit dezelfde tijd. In 2004 werd het geklasseerd als monument.
Het kasteel ligt in een langgerekt landschapspark, eveneens in 1879 aangelegd naar ontwerp van Louis Fuchs. Er zijn uitgestrekte vijvers en een deel van de omwalling van het oude kasteel is in het park verwerkt. Er zijn met bomen omgeven weilanden, lanen, boomgaarden en een moestuin. Er bevinden zich ook enkele fraaie smeedijzeren hekken.